# Agave attenuata
Agave attenuata är en sparrisväxtart som beskrevs av Salm-dyck. Agave attenuata ingår i släktet Agave och familjen sparrisväxter.

## Underarter
Arten delas in i följande underarter:
- A. a. attenuata
- A. a. dentata

## Bildgalleri

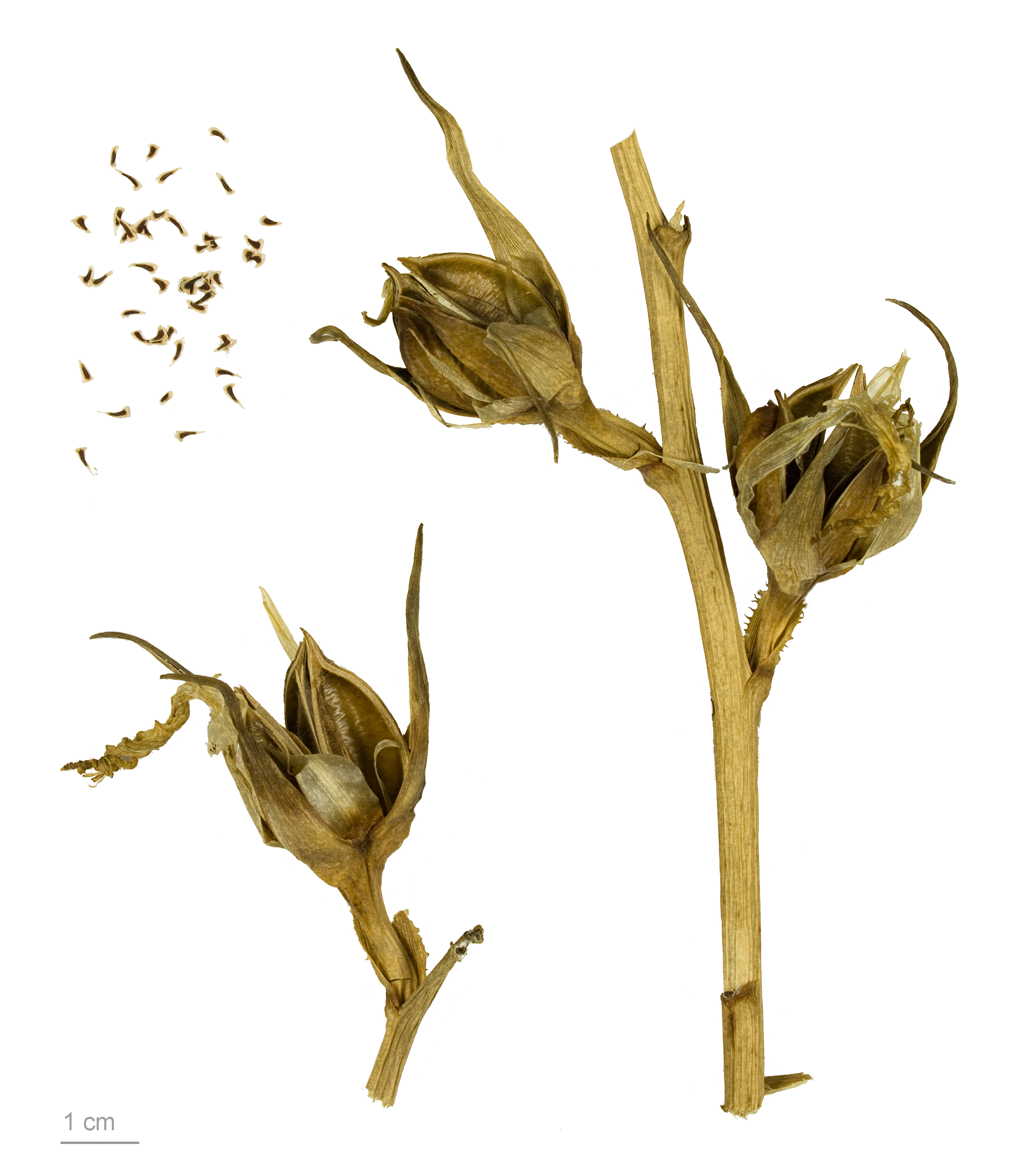
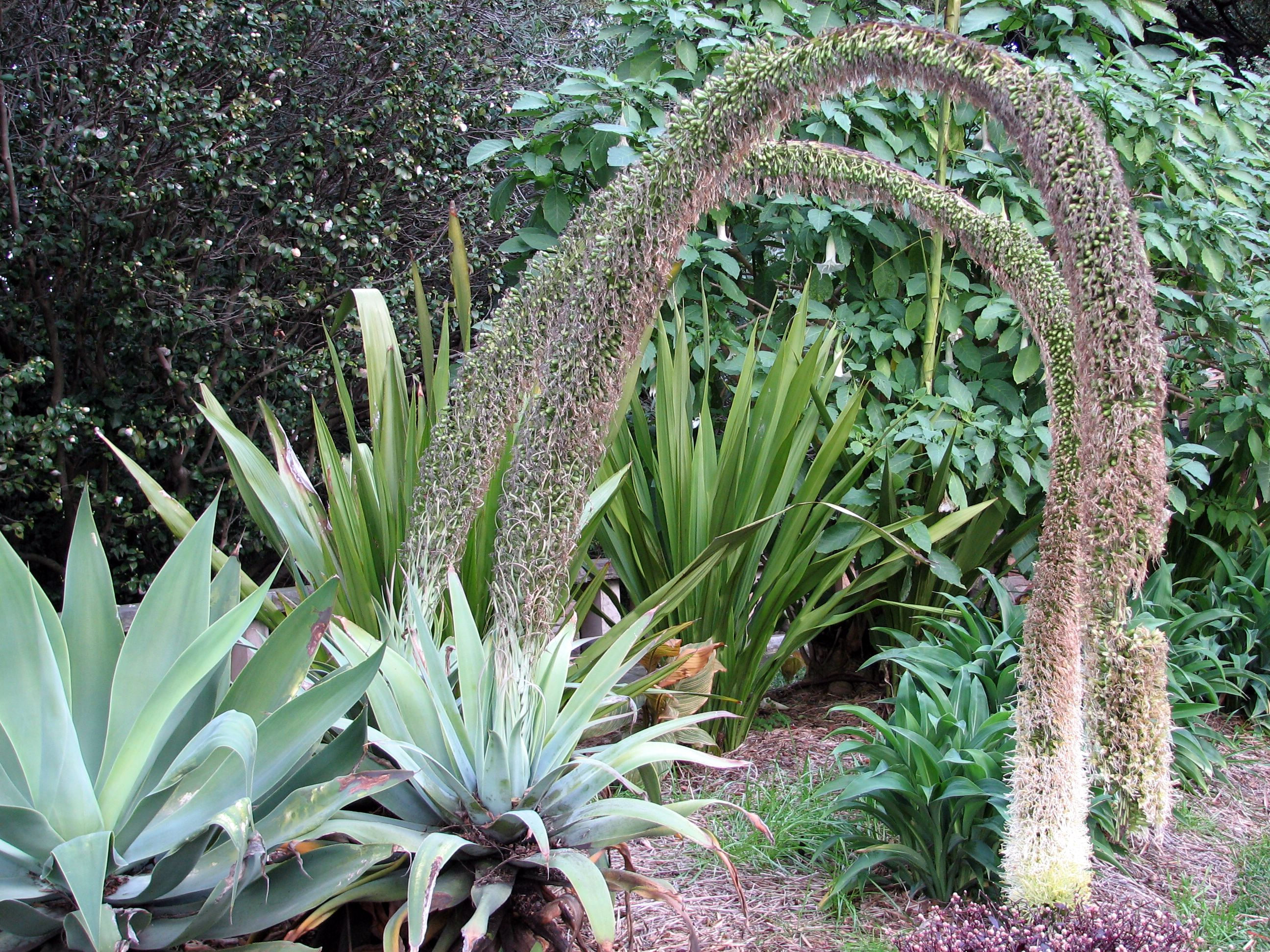
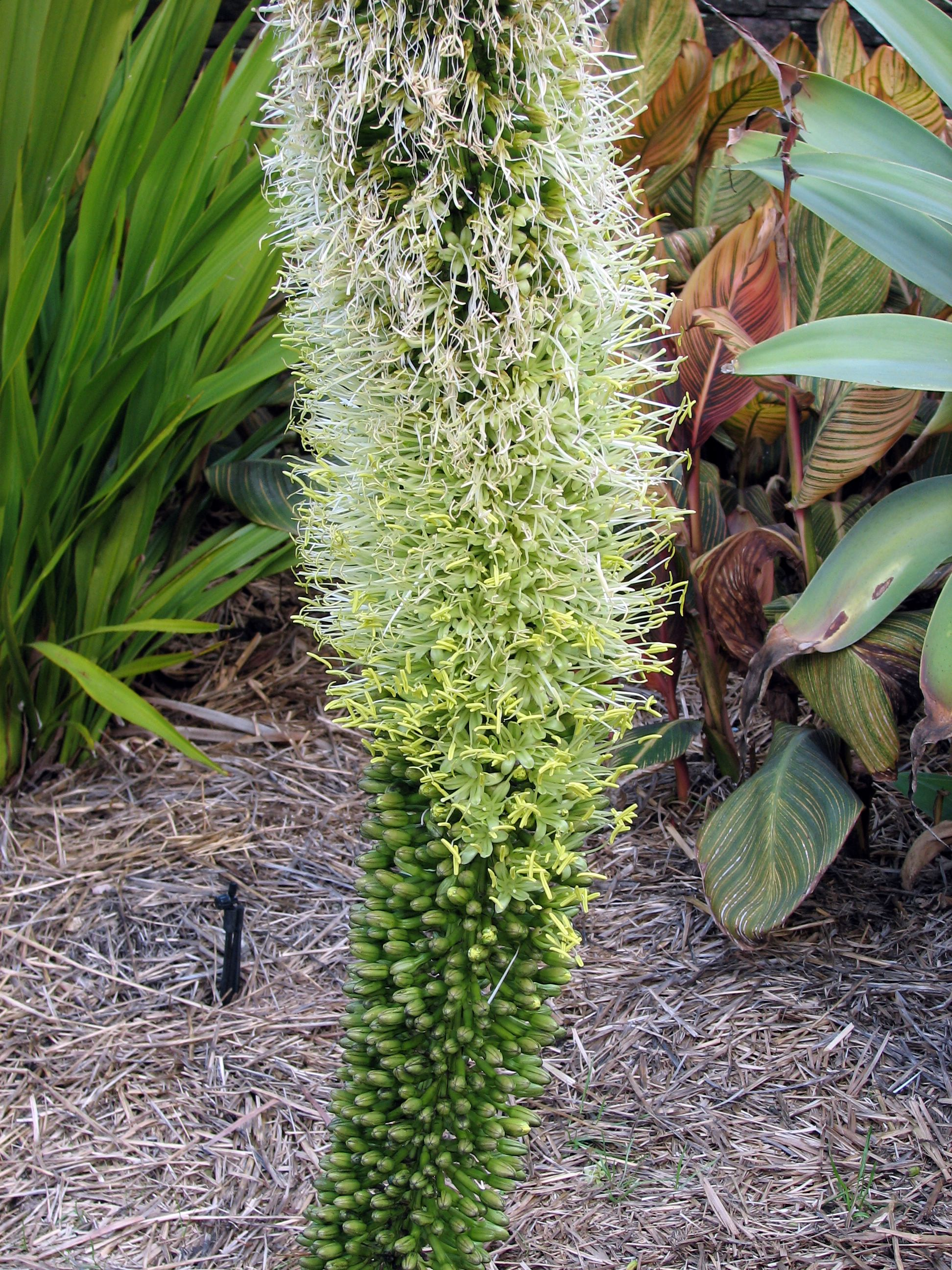
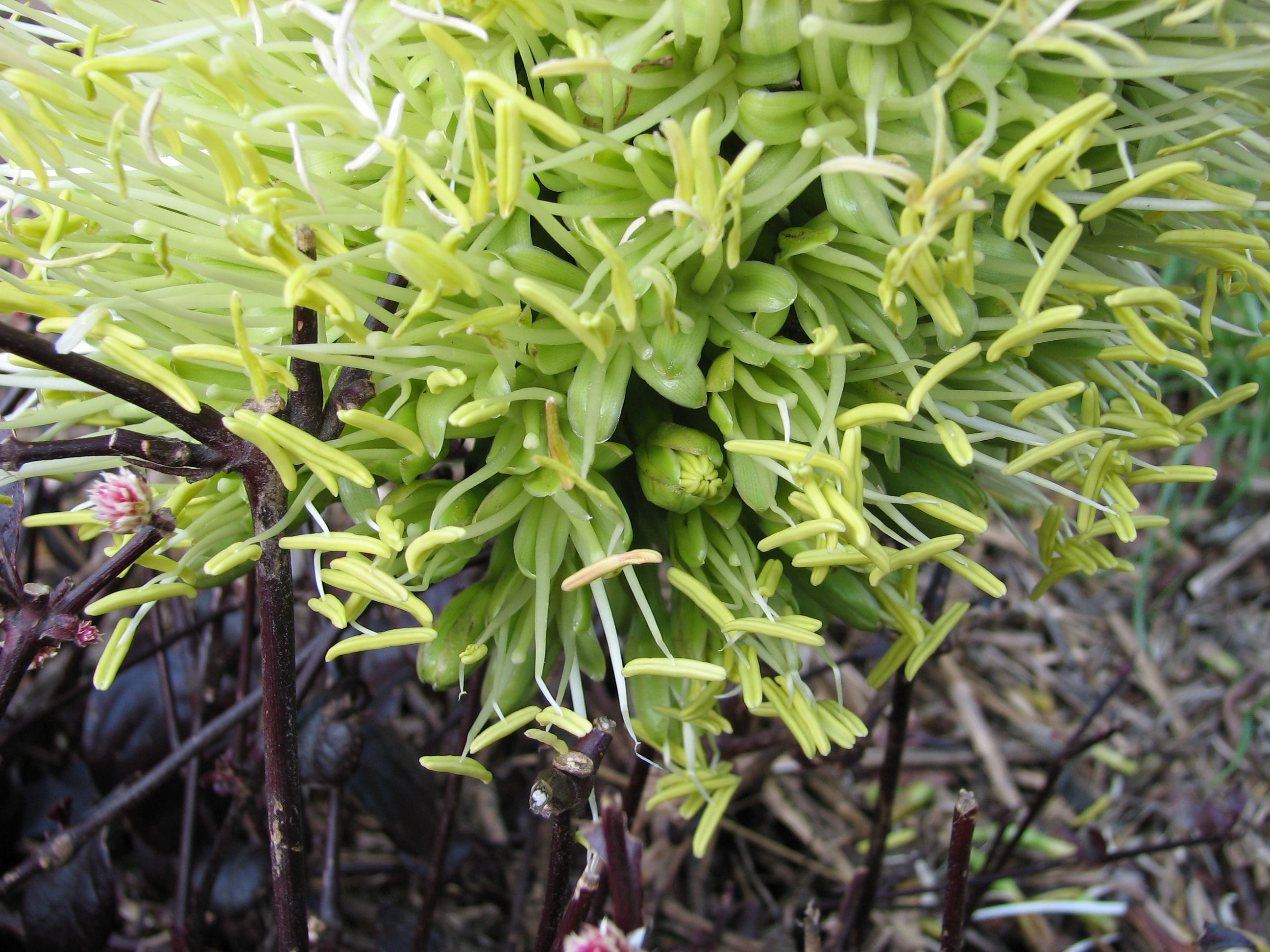
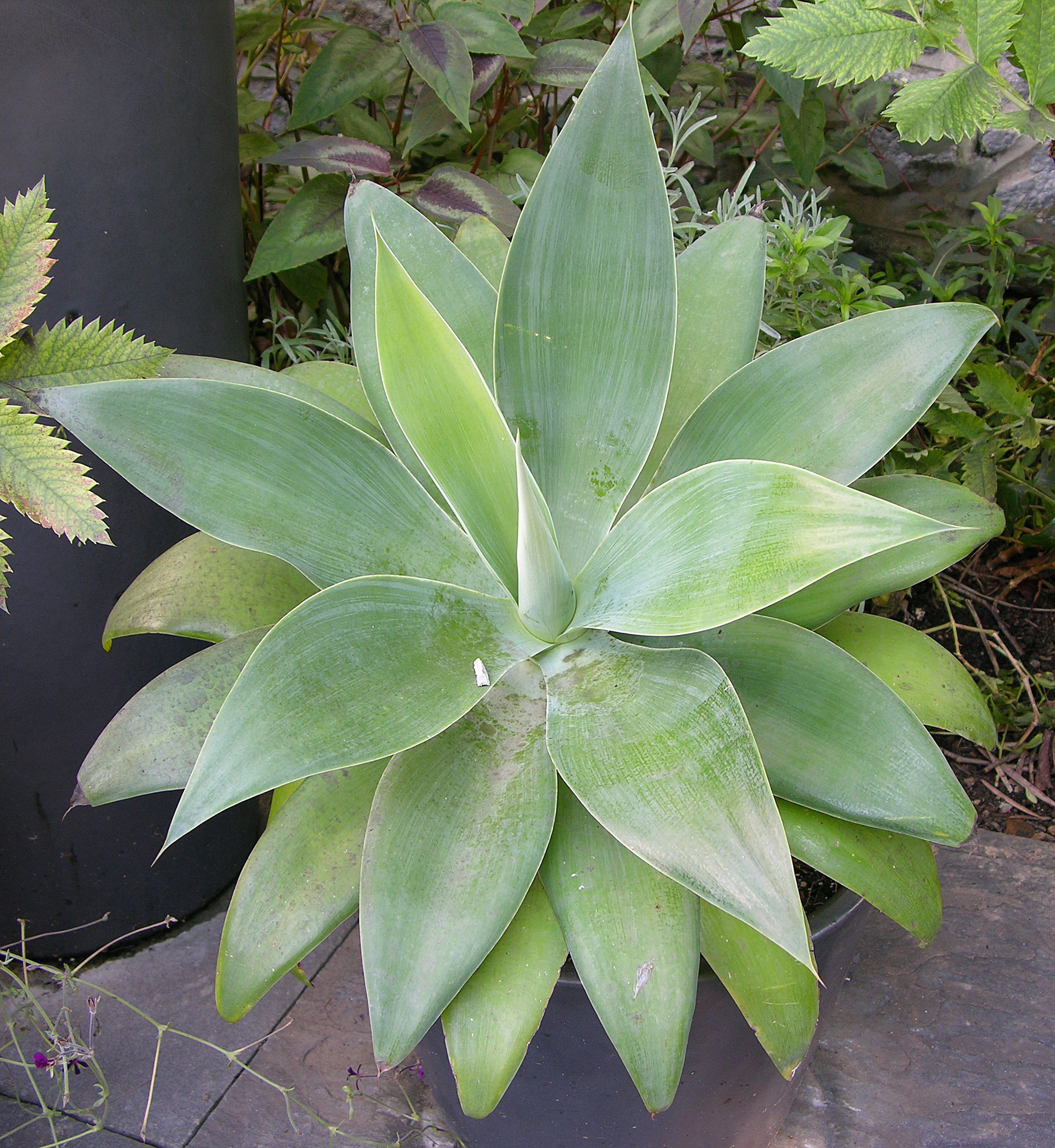
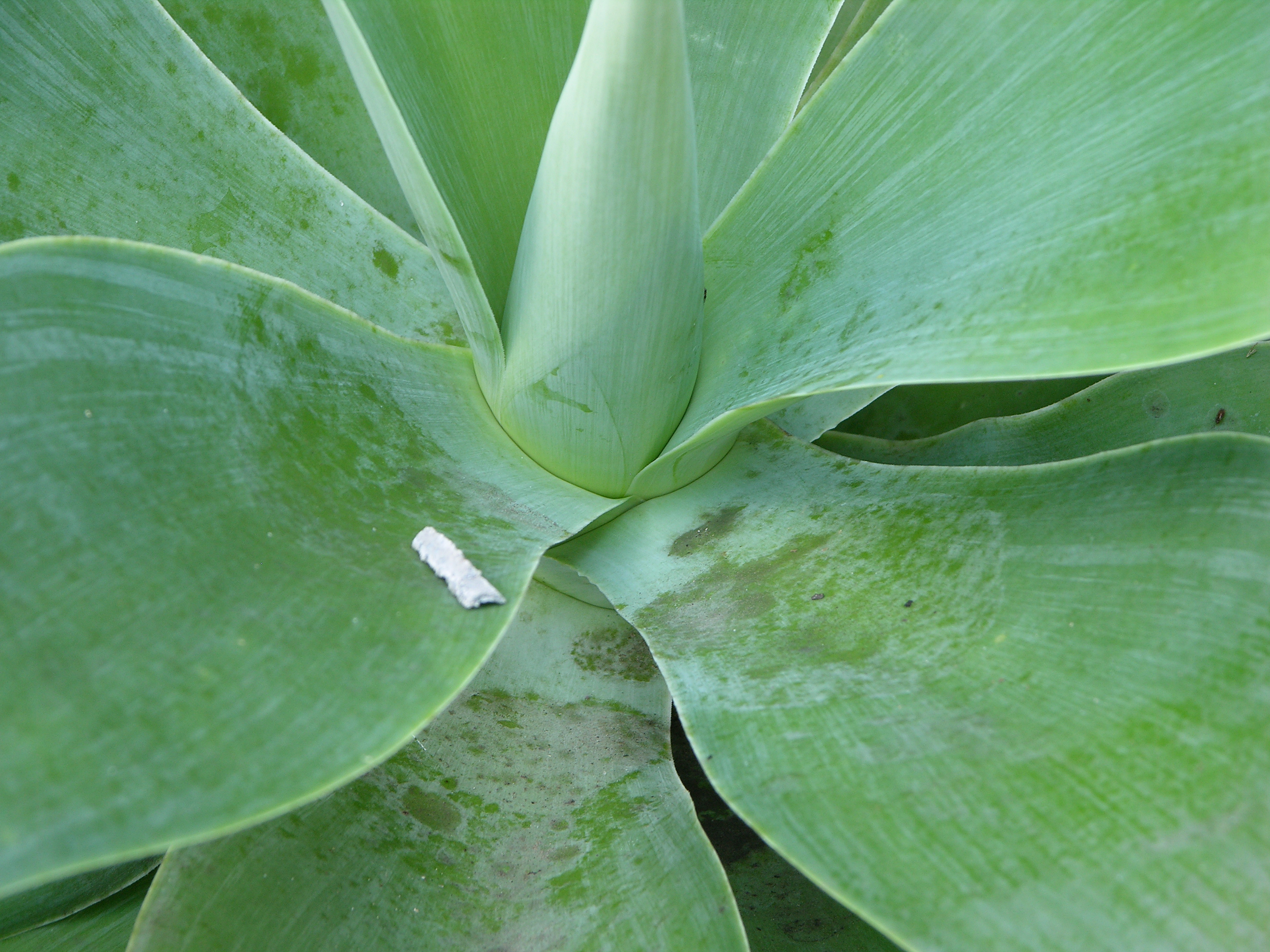